# John Stanley Beard
John Stanley Beard (15 de febrero de 1916 – 17 de febrero de 2011) fue un ecólogo, dasónomo, naturalista nacido en Inglaterra, con residencia en Australia. Estudió en la Universidad de Oxford donde completó su tesis doctoral en forestas tropicales. Mientras trabajaba en la División Forestal en Trinidad y Tobago durante los 1940s, desarrollando un sistema de clasificación forestal de la América Tropical y describió las forestas de Trinidad, Tobago, y las Antillas Menores; y esas descripciones siguen siendo referencias estándar sobre los temas.
Después de salir de Trinidad, se trasladó a Sudáfrica, y luego a Australia, donde produjo una extensa serie de cartas de vegetación que cubrían gran parte del país.
Sus amplios estudios exploratorios de Australia Occidental estableciendo normas para la comprensión de zonas florísticas regionales y zonas biogeográficas de todo el Estado. Fue el autor principal de las notas explicativas 1964-1981, del proyecto de carteo del Vegetation Survey of Western Australia. Fue también director fundante del Kings Park en Australia Occidental entre 1961 a 1970. Posteriormente fue director del Real Jardín Botánico de Sídney (1970–72) antes de retirarse a Perth. Durante su cargo de director, muchas de las plantas nativas únicas de Australia Occidental fueron cultivadas por primera vez. Beard editó el "Catálogo Descriptivo de las Plantas de Australia Occidental (1965), publicado por la Sociedad de Plantas Australianas, para promover el entendimiento de los requerimientos hortícolas de las plantas nativas de Australia Occidental.
A su retiro, siguió produciendo relatos populares de sus estudios de vegetación en los ambientes vegetales de Australia Occidental (1990), y sus estudios taxonómicos y hortícolas de Protea spp. en Proteas de África Tropical (1993).
Falleció en febrero de 2011 a los 95 años.

## Algunas publicaciones
- 1992. The Proteas of Tropical Africa. Con Lura Ripley, ilustradora. Ed. ilustrada de Kangaroo Press, 112 pp. ISBN 0864174497, ISBN 9780864174499

- 1990. Plant life of Western Australia. Ed. ilustrada de Kangaroo Press, 319 pp. ISBN 0864172796, ISBN 9780864172792

## Honores
- 2003: recibió un OAM en 2003.[4]

### Eponimia
- (Myrtaceae) Melaleuca beardii Craven[5]

- (Sapotaceae) Chrysophyllum beardii Monach.[6]
- La abreviatura «Beard» se emplea para indicar a John Stanley Beard como autoridad en la descripción y clasificación científica de los vegetales.[7]

## Entrevistas
- Entrevista con Alice Smith en 1986 - realizado en Battye Library 3rd Floor Oral History OH1735 A/r 2 cassettes de audio, transcrito a máquina, 22 pp.) Director del Kings Park. Talks about establishment of and highlights of his time there 1961-1970. Includes personal background. https://web.archive.org/web/20141129033601/http://henrietta.liswa.wa.gov.au/record=b1794327~S2 .